# Drukowszczyzna
Drukowszczyzna – kolonia w Polsce położona w województwie podlaskim, w powiecie białostockim, w gminie Grabówka, część wsi Henrykowo.
Od 2015 roku jedna z ulic w Henrykowie nosi tę nazwę.
W latach 1973–1976 miejscowość znajdowała się w gminie Zaścianki, a 1976–2024 w gminie Supraśl. 